# ناحیه اینگهام، میشیگان
ناحیه اینگهام (به انگلیسی: Ingham Township) یک منطقهٔ مسکونی در ایالات متحده آمریکا است که در شهرستان اینگام، میشیگان واقع شده‌است.
 ناحیه اینگهام ۸۴٫۷۴ کیلومتر مربع مساحت و ۲٬۴۵۲ نفر جمعیت دارد و ۲۹۶ متر بالاتر از سطح دریا واقع شده‌است.